# Theridion pumilio
Theridion pumilio är en spindelart som beskrevs av Arthur Urquhart 1886. Theridion pumilio ingår i släktet Theridion och familjen klotspindlar. Inga underarter finns listade i Catalogue of Life.